# Edmonton—Leduc
Edmonton—Leduc était une circonscription électorale fédérale canadienne de l'Alberta.

## Circonscription fédérale
La circonscription se situait au centre de l'Alberta et représentait le sud-ouest de la ville d'Edmonton et les villes de Leduc et de Devon.
Les circonscriptions limitrophes étaient Edmonton—Mill Woods—Beaumont, Edmonton-Centre, Edmonton—Spruce Grove, Edmonton—Strathcona, Vegreville—Wainwright et Wetaskiwin.
Elle possédait une population de 116 986 personnes, dont 91 578 électeurs, sur une superficie de 415 km2.

## Résultats électoraux
|       | Candidat              | Parti        | # de voix | % des voix |
|       | (x) James Rajotte     | Conservateur | +37 778,  | 63,57 %    |
|       | Richard Peter Fahlman | Libéral      | +07 270,  | 12,23 %    |
|       | Artem Medvedev        | NPD          | +11 488,  | 19,33 %    |
|       | Valerie Kennedy       | Vert         | +02 896,  | 4,87 %     |
| Total | Total                 | Total        | 59 432    | 100 %      |

|       | Candidat          | Parti        | # de voix | % des voix |
|       | (x) James Rajotte | Conservateur | +33 174,  | 63,21 %    |
|       | Donna Lynn Smith  | Libéral      | +09 234,  | 17,59 %    |
|       | Hana Razga        | NPD          | +05 994,  | 11,42 %    |
|       | Valerie Kennedy   | Vert         | +04 081,  | 7,78 %     |
| Total | Total             | Total        | 52 483    | 100 %      |

## Historique
La circonscription d'Edmonton—Leduc a été créée en 2003 à partir des circonscriptions d'Edmonton-Sud-Ouest, d'Edmonton—Strathcona et de Wetaskiwin. Abolie lors du redécoupage de 2012, elle fut redistribuée parmi Edmonton Riverbend et Edmonton—Wetaskiwin.
1. 2004-2015  — James Rajotte, PCC

PCC = Parti conservateur du Canada
1. ↑  Élections Canada.